# 格里戈羅索韋
49°0′50″N 36°9′39″E / 49.01389°N 36.16083°E
赫里霍羅索韋（烏克蘭語：Григоросове）是位於烏克蘭東部的村莊，隸屬哈爾科夫州洛佐瓦區的洛佐瓦市鎮。該村距離米哈伊利夫卡和米爾內2公里，始建於1819年，面積0.04平方公里，海拔高度119米，2001年人口3。